# Derek Lowe
Derek Christopher Lowe (né le 1er juin 1973 à Dearborn, Michigan, États-Unis) est un lanceur droitier de baseball qui joue dans les Ligues majeures de 1997 à 2013.
Derek Lowe a été sélectionné dans l'équipe d'étoiles de la Ligue américaine en 2000 et 2002 alors qu'il jouait pour les Red Sox de Boston. Avec cette équipe, il a remporté la Série mondiale 2004 et réussi en 2002 un match sans point ni coup sûr.

## Biographie

### Red Sox de Boston

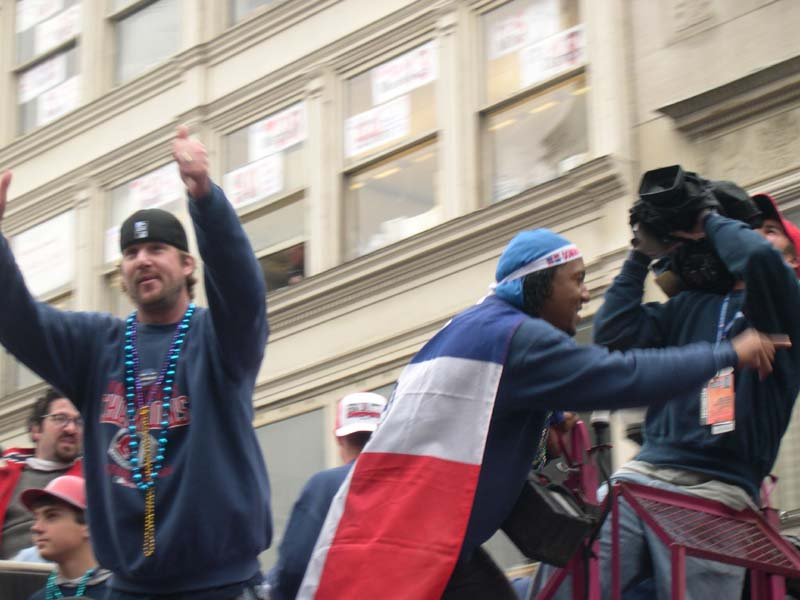
Kyle Lohse (à gauche) et Pedro Martínez (à droite) durant le défilé des champions de la Série mondiale 2004 le 30 octobre 2004 à Boston.

Le 27 avril 2002, Derek Lowe lance un match sans point ni coup sûr pour les Red Sox de Boston contre les Devil Rays de Tampa Bay.
En 2002, Lowe remporte 21 victoires contre 8 défaites pour Boston. C'est le second plus haut total de la Ligue américaine cette année-là derrière les 23 gains de Barry Zito des A's d'Oakland. Avec une superbe moyenne de points mérités de 2,58, seul son coéquipier des Red Sox Pedro Martinez fait mieux en 2002. Lowe termine troisième derrière Zito et Martinez au vote qui élit le gagnant du trophée Cy Young, remis annuellement au meilleur lanceur. 
Lowe fait quatre présences, deux comme lanceur partant et deux comme releveur, dans les séries éliminatoires de 2004. Avec une victoire à sa fiche à chaque tour éliminatoire, il participe activement à la conquête de la Série mondiale 2004 par les Red Sox. Il est le lanceur partant des Sox dans les quatrième et septième matchs de la célèbre Série de championnat de la Ligue américaine entre Boston et les Yankees de New York. Ces deux parties se soldent par un triomphe des Red Sox, Lowe voyant la décision gagnante lui être attribuée dans l'ultime affrontement.

### Braves d'Atlanta
En janvier 2009, Lowe a signé un contrat de quatre saisons avec les Braves d'Atlanta.
En 2011 avec les Braves, il est le lanceur comptant le plus de défaites (17) dans la Ligue nationale. Seul Jeremy Guthrie des Orioles de Baltimore perd autant de parties que lui dans les majeures cette saison-là.

### Indians de Cleveland
Le 31 octobre 2011, Atlanta échange Derek Lowe aux Indians de Cleveland en retour du lanceur des ligues mineures Chris Jones.
Il connaît une difficile saison 2012 avec une moyenne de points mérités de 5,52 en 21 départs. Après avoir bien amorcé l'année, remportant six de ses sept premières décisions, il ne gagne que deux matchs et encaisse neuf défaites entre le 20 mai et le 31 juillet. Il est libéré le 2 août par Cleveland, qui le remplace par la recrue Corey Kluber.

### Yankees de New York
Le 13 août 2012, les Yankees de New York mettent Lowe sous contrat avec l'intention de l'utiliser en relève. Lowe effectue 17 sorties et lance 23 manches et deux tiers pour les Yankees, conservant une moyenne de points mérités de 3,04 avec une victoire, une défaite et un sauvetage. Il complète sa saison 2012 avec une fiche de 9-11 et une moyenne de 5,11 en 142 manches et deux tiers pour Cleveland et New York.

### Rangers du Texas
Le 6 mars 2013, Lowe signe un contrat des ligues mineures avec les Rangers du Texas. Les Rangers le retranchent de leur effectif après 9 présences en relève en 2013. Sa moyenne est alors de 9 points mérités accordés par partie, en 13 manches lancées. Il remporte avec Texas sa dernière victoire. Le 17 juillet 2013, il annonce à 40 ans sa retraite sportive.

## Statistiques
| Saison | Équipe     | G   | GS  | CG | SHO | V   | D   | SV | IP     | SO   | ERA  |
| ------ | ---------- | --- | --- | -- | --- | --- | --- | -- | ------ | ---- | ---- |
| 1997   | Seattle    | 12  | 9   | 0  | 0   | 2   | 4   | 0  | 53.0   | 39   | 6,96 |
| 1997   | Boston     | 8   | 0   | 0  | 0   | 0   | 2   | 0  | 16.0   | 13   | 3,38 |
| 1998   | Boston     | 63  | 10  | 0  | 0   | 3   | 9   | 4  | 123.0  | 77   | 4,02 |
| 1999   | Boston     | 74  | 0   | 0  | 0   | 6   | 3   | 15 | 109.1  | 80   | 2,63 |
| 2000   | Boston     | 74  | 0   | 0  | 0   | 4   | 4   | 42 | 91.1   | 79   | 2,56 |
| 2001   | Boston     | 67  | 3   | 0  | 0   | 5   | 10  | 24 | 91.2   | 82   | 3,53 |
| 2002   | Boston     | 32  | 32  | 1  | 1   | 21  | 8   | 0  | 219.2  | 127  | 2,58 |
| 2003   | Boston     | 33  | 33  | 1  | 0   | 17  | 7   | 0  | 203.1  | 110  | 4,47 |
| 2004   | Boston     | 33  | 33  | 0  | 0   | 14  | 12  | 0  | 182.2  | 105  | 5,42 |
| 2005   | LA Dodgers | 35  | 35  | 2  | 2   | 12  | 15  | 0  | 222.0  | 146  | 3,61 |
| 2006   | LA Dodgers | 35  | 34  | 1  | 0   | 16  | 8   | 0  | 218.0  | 123  | 3,63 |
| 2007   | LA Dodgers | 33  | 32  | 3  | 0   | 12  | 14  | 0  | 199.1  | 147  | 3,88 |
| 2008   | LA Dodgers | 34  | 34  | 1  | 0   | 14  | 11  | 0  | 211.0  | 147  | 3,24 |
| 2009   | Atlanta    | 34  | 34  | 0  | 0   | 15  | 10  | 0  | 194.2  | 111  | 4,67 |
| 2010   | Atlanta    | 33  | 33  | 0  | 0   | 16  | 12  | 0  | 193.2  | 136  | 4,00 |
| Totaux | Totaux     | 600 | 322 | 9  | 3   | 157 | 129 | 85 | 2328.2 | 1522 | 3,85 |

| Saison | Équipe     | G  | GS | CG | SHO | V | D | SV | IP   | SO | ERA  |
| ------ | ---------- | -- | -- | -- | --- | - | - | -- | ---- | -- | ---- |
| 1998   | Boston     | 2  | 0  | 0  | 0   | 0 | 0 | 0  | 4.1  | 2  | 2,08 |
| 1999   | Boston     | 6  | 0  | 0  | 0   | 1 | 1 | 0  | 14.1 | 14 | 3,02 |
| 2003   | Boston     | 5  | 3  | 0  | 0   | 0 | 3 | 1  | 23.2 | 11 | 4,56 |
| 2004   | Boston     | 4  | 3  | 0  | 0   | 3 | 0 | 0  | 19.1 | 10 | 1,86 |
| 2006   | LA Dodgers | 1  | 1  | 0  | 0   | 0 | 0 | 0  | 5.1  | 6  | 6,75 |
| 2008   | LA Dodgers | 3  | 3  | 0  | 0   | 1 | 1 | 0  | 16.1 | 12 | 3,85 |
| 2010   | Atlanta    | 2  | 2  | 0  | 0   | 0 | 2 | 0  | 11.2 | 14 | 2,31 |
| Totaux | Totaux     | 23 | 12 | 0  | 0   | 5 | 7 | 1  | 95.1 | 69 | 3,21 |

Note : G = Matches joués ; GS = Matches comme lanceur partant ; CG = Matches complets ; SHO = Blanchissages ; 
V = Victoires ; D = Défaites ; SV = Sauvetages ; IP = Manches lancées ; SO = Retraits sur des prises ; ERA = Moyenne de points mérités.